# Cameron Crowe
Cameron Bruce Crowe (ur. 13 lipca 1957 w Palm Springs) – amerykański aktor, autor, reżyser i scenarzysta.
Zasiadał w jury konkursu głównego na 63. MFF w Wenecji (2006).

## Wybrana filmografia
- Beztroskie lata w Ridgemont High (1982) (scenariusz)
- Odjazdowe wakacje (1984) (scenariusz)
- Say Anything (1989)
- Samotnicy (1992)
- Jerry Maguire (1996)
- U progu sławy (2000)
- Vanilla Sky (2001)
- Elizabethtown (2005)
- Kupiliśmy zoo (2011)
- Witamy na Hawajach (2015)

## Nagrody
- Nagroda Akademii Filmowej Najlepszy scenariusz oryginalny: 2001:U progu sławy
- Nagroda BAFTA Najlepszy scenariusz oryginalny: 2001:U progu sławy
- Nagroda Grammy Najlepszy soundtrack składanka do filmu/telewizji lub innych mediów: 2001:U progu sławy